# Gloria (альбом)
«Gloria» (рус. Глория) — пятый студийный альбом группы «Океан Ельзи», представленный в 2005 году в Киеве.

## Об альбоме
По информации выпускающего лейбла Lavina Music, в первые же шесть часов после начала продаж альбом стал платиновым, разойдясь тиражом в более чем 100 тысяч экземпляров.
В альбом вошли 12 новых песен, две из которых — «Без бою» и «Вище неба» — несколько месяцев перед этим звучали в радио- и телеэфире.
Звучание этого альбома существенно отличается от предыдущих альбомов, — три музыканта покинули группу, однако фирменный стиль «Океана Ельзи» по-прежнему узнаваем.
Осенью 2005 года успешно прошёл тур по Украине в поддержку альбома «Gloria», который начался и завершился в киевском Дворце спорта.

## Список композиций
1. Перша пісня (3:45) — (рус. Первая песня)
2. Ти i я (3:29) — (рус. Ты и я)
3. Вище неба (3:59) — (рус. Выше неба)
4. Сонце сідає (3:10) — (рус. Солнце садится)
5. Ніколи (3:19) — (рус. Никогда)
6. Тінь твого тіла (3:15) — (рус. Тень твоего тела)
7. Без бою (4:19) — (рус. Без боя)
8. Gloria (3:26) — (рус. Глория)
9. Відчуваю (4:16) — (рус. Чувствую)
10. Ікони не плачуть (4:12) — (рус. Иконы не плачут)
11. Як останній день (2:54) — (рус. Как последний день)
12. Не питай (2:37) — (рус. Не спрашивай)

## Участники записи
- Святослав Вакарчук — вокал, рояль
- Пётр Чернявский — гитара, бэк-вокал
- Денис Дудко — бас-гитара, бэк-вокал
- Милош Елич — рояль, орган, синтезаторы, электропиано, бэк-вокал
- Денис Глинин — барабаны, бэк-вокал

Приглашённые музыканты
- Ольга Нека, Лидия Тутуола — бэк-вокал
- Милош Пунишич Пуне — аккордеон
- Кирилл Шарапов, Тарас Яропуд, Андрей Чоп, Юрий Погорецкий — струнный квартет «Коллегиум»
- Александр Береговский — перкуссия
- Сергей Каменев — Guitar Scratch
- Александр Пришиба, Артем Лейсман, Иван Бондарев, Александр Кутьев — медная группа
- Хор-ансамбль Древо
- Виталий Телезин — челеста, tubular bell
- Киевский филармонический оркестр